# Sumphätting
Sumphätting (Phaeogalera stagnina) är en svampart som först beskrevs av Elias Fries, och fick sitt nu gällande namn av Pegler & T.W.K. Young 1975. Sumphätting ingår i släktet Phaeogalera och familjen Strophariaceae.  Arten är reproducerande i Sverige. Inga underarter finns listade i Catalogue of Life.